# Stenocyathidae
Stenocyathidae es una familia de corales marinos que pertenecen al orden Scleractinia de la clase Anthozoa.  
Todas las especies carecen de zooxantelas. Son pólipos solitarios de vida libre, anclados o sin anclarse al sustrato, que suelen hallarse en fondos arenosos. 
Sus coralitos son ligeros y esponjosos, de forma cilíndrica y alargada. Tienen septos organizados hexameralmente en ciclos. Según el género, poseen o carecen de columela, y de lóbulos paliformes, o palus.
Se distribuyen en las aguas tropicales y subtropicales de todos los océanos, y entre 70 y 1.500 m de profundidad.

## Géneros
El Registro Mundial de Especies Marinas, WoRMS en inglés, incluye los siguientes géneros:
- Pedicellocyathus. Cairns, 1995
- Stenocyathus. Pourtalès, 1871
- Truncatoguynia. Cairns, 1989